# Aeropuerto Internacional Reina Beatrix

i7
i11
i13
Der Internationale Flughafen „Königin Beatrix“ (offiziell Papiamentu: Aeropuerto Internacional Reina Beatrix, niederländ. Internationale luchthaven Koningin Beatrix, engl. Queen Beatrix International Airport, IATA-Code: AUA, ICAO-Code: TNCA) ist ein internationaler Verkehrsflughafen bei Oranjestad auf Aruba in der südlichen Karibik. Er wurde nach Königin Beatrix der Niederlande benannt und ist neben regionalen Verbindungen auch an internationale Flugzielen vor allem in Nord- und Südamerika angebunden. KLM und TUI Airlines Nederland fliegen Oranjestad darüber hinaus auch von Amsterdam aus an, da Aruba Teil des Königreichs der Niederlande ist. Von 1986 bis 2000 war hier die inzwischen insolvente Air Aruba beheimatet.

## Geschichte
Im Jahr 1933, fünf Jahre nach der ersten Landung eines Wasserflugzeugs in Aruba, beschloss der damalige Gouverneur H. E. G. Wagemaker den Bau eines Landflugplatzes. Dies geschah in einem Gebiet namens Wayaca, das nach einer früheren Aloen-Plantage, auch bekannt als Dakota, benannt ist. Am 19. Januar 1935 fand der erste Linienflug zwischen Curaçao und Aruba statt.
Im Jahr 1937 wurden das erste Abfertigungsgebäude und der Tower für die Flugsicherung in Betrieb genommen. Bis Ende 1972 trug der Flugplatz die Bezeichnung Dakota Luchthaven. Anschließend hieß er Prinses Beatrix Luchthaven Aruba, bis er anlässlich von deren Thronbesteigung 1980 seinen heutigen Namen erhielt.

## Passagiere und Flugbewegungen
| Jahr | Passagiere | Flugbewegungen |
| ---- | ---------- | -------------- |
| 2021 | 1.826.879  | 11.294         |
| 2020 | 868.964    | 6.010          |
| 2019 | k. A.      | k. A.          |
| 2018 | 2.660.877  | 18.013         |
| 2017 | 2.616.094  | 18.992         |
| 2016 | 2.603.025  | 19.524         |
| 2015 | 2.901.572  | 23.765         |
| 2014 | 2.528.337  | 22.693         |
| 2013 | 2.296.610  | 21.708         |
| 2012 | 2.120.578  | 20.542         |
| 2011 | 2.089.021  | 19.225         |
| 2010 | 1.984.171  | 19.097         |
| 2009 | 1.919.402  | 18.939         |
| 2008 | 1.973.559  | 18.563         |

## Fluggesellschaften
| Passagiere nach Airlines | 2008    | 2009    | 2010    | 2011    | 2012    |
| ------------------------ | ------- | ------- | ------- | ------- | ------- |
| American Airlines        | 158.467 | 123.844 | 120.106 | 106.187 | 86.530  |
| Avianca                  | 25.107  | 21.410  | 23.105  | 27.045  | 26.535  |
| Aserca                   | 26.813  | 15.727  | 8.741   | 16.595  | 24.174  |
| Continental              | 83.593  | 85.158  | 96.801  | 92.873  | 17.968  |
| KLM                      | 26.621  | 5.097   | 6.531   | 11.640  | 26.218  |
| Delta Air Lines          | 60.596  | 82.873  | 76.336  | 70.285  | 67.119  |
| US Airways               | 108.886 | 114.603 | 102.549 | 94.268  | 91.574  |
| United Airways           | 38.956  | 22.954  | 23.770  | 22.076  | 94.819  |
| Sonstige Airlines        | 217.119 | 285.285 | 312.978 | 370.788 | 412.952 |

## Zwischenfälle
- Am 16. September 1976 verschwand eine Curtiss C-46D-15-CU Commando der kolumbianischen Aerosucre (Luftfahrzeugkennzeichen HK-1282) auf dem Flug von Barranquilla zum Flughafen Aruba vor der Küste Arubas. Beide Piloten, die einzigen Insassen auf dem Frachtflug, blieben vermisst.[8]

## Sonstiges
Am Flughafen befindet sich der Hauptsitz des Departamento Meteorologico Aruba, der staatliche Wetterdienst von Aruba.